# Le Pouvoir du moment présent
 (mars 2020).
Si vous disposez d'ouvrages ou d'articles de référence ou si vous connaissez des sites web de qualité traitant du thème abordé ici, merci de compléter l'article en donnant les références utiles à sa vérifiabilité et en les liant à la section « Notes et références ».
Le pouvoir du moment présent - Guide d'éveil spirituel (The Power of Now: A Guide to Spiritual Enlightenment) est un livre d'Eckhart Tolle paru en 1997, traduit en 33 langues et qui s'est vendu à plus de 3 millions d'exemplaires. Le livre est destiné à être un guide d'auto-assistance de la vie quotidienne et souligne l'importance de vivre dans le moment présent et d'éviter de se perdre dans les pensées du passé ou du futur.
En premier lieu, Tolle parle de ce qu'il pense être « faux » chez l'humain, à savoir la nature de l'inconscience et de la dysfonction.
En deuxième lieu, l'auteur traite de la « transformation de la conscience humaine » qu'il décrit comme étant « quelque chose de disponible dans l'instant, peu importe qui vous êtes et où vous vous trouvez ».

## Table des matières
- Introduction
- Chapitre un : Vous n'êtes pas votre mental.
- Chapitre deux : Se sortir de la souffrance par la conscience.
- Chapitre trois : Plonger dans le moment présent.
- Chapitre quatre : Les stratégies du mental pour éviter le moment présent.
- Chapitre cinq : La présence en tant qu'état.
- Chapitre six : Le corps subtil.
- Chapitre sept : Diverses portes d'accès au non-manifeste.
- Chapitre huit : Les relations éclairées.
- Chapitre neuf : Au-delà du bonheur et du tourment : la paix.
- Chapitre dix : La signification du lâcher-prise.